# Milheirós
Milheirós es una freguesia portuguesa del concelho de Maia, con 3,42 km² de superficie y 4.237 habitantes (2001). Su densidad de población es de 1 238,9 hab/km².